# Miron Cozma
Miron Cozma (Derna, Bihor, 25 de agosto de 1954) era un líder sindical en el Valle de Jiu. En 1999, finalmente fue declarado culpable de crímenes cometidos en la Mineriada de 1991. Fue indultado por el presidente Ion Iliescu (PSD) en el año 2004.
El 13 de junio de 2017 , fue juzgado junto con Ion Iliescu, Petre Roman, Gelu Voican Voiculescu, Virgil Măgureanu y otros por crímenes de lesa humanidad.

## El histórico mineriadelor

### 1991
Es conocido por su papel en el liderazgo minero en el Valle de Jiu en la Mineriada de 1991, un acto que provocó la renuncia del gobierno de reforma de Petre Roman, junto con la violencia contra ciudadanos comunes, dejando más de 400 heridos y 3 muertos.

### 1999
En enero de 1999, Miron Cozma dirigió a los mineros en otra serie de protestas causadas por la intención del gobierno de Radu Vasile de cerrar las minas en el Valle de Jiu, lo que trajo grandes pérdidas al estado. Con la intención de presionar al gobierno, Cozma y sus mineros comenzaron a marchar a Bucarest. Los mineros se enfrentaron con la gendarmería en Costeşti, condado de Vâlcea; alrededor de 70 mineros y 100 gendarmes resultaron heridos y un minero murió. Poco después, el primer ministro Radu Vasile sostuvo conversaciones que duraron varias horas con Miron Cozma en Cozia y aceptó finalizar la marcha y retirar a los mineros al Valle de Jiu.
A principios de febrero de ese mismo año, la Suprema Corte de Justicia condenó a Cozma a 18 años de prisión por su participación en la mineriada en 1991. Esto condujo a una nueva marcha rápida de los mineros hacia Bucarest. Esta vez, las fuerzas especiales intervinieron y dispersaron a los mineros en Stoeneşti, Olt. Cozma y sus lugartenientes fueron capturados por la policía. Miron Cozma fue llevado a la prisión de Rahova para cumplir su condena.
Miron Cozma es un personaje muy controvertido, tanto dentro como fuera del Valle de Jiu. Fue indultado por el presidente Ion Iliescu el 15 de diciembre de 2004, pocos días antes de que terminara su mandato, pero el 16 de diciembre se revocó el indulto como resultado de las protestas contra la decisión. El nuevo presidente, Traian Basescu, dijo que esta cancelación del perdón fue un éxito de la sociedad civil, las democracias europeas y los Estados Unidos, que protestaron con vehemencia. Sin embargo, Cozma fue liberado de la prisión en junio de 2005, cuando la cancelación de su indulto fue declarada ilegal por el Tribunal de Apelación de Bucarest. 

### 2005
En septiembre de 2005, fue condenado por el Tribunal Superior de Casación y Justicia por un mandato de diez años por la mineriada en enero de 1999. Todas las sentencias se superpusieron, por lo que en junio de 2006 fue condenado a 13 meses en prisión. El 2 de junio de 2006, la Comisión Penitenciaria de Rahova rechazó la solicitud de Miron Cozma de ser liberado bajo fianza. Un tribunal de Bucarest rechazó dos semanas más tarde su apelación contra la decisión. Cozma podría haber abandonado la prisión seis meses antes de lo previsto, por recomendación de la Comisión, como palabra de honor el 3 de enero de 2007. Aunque la decisión fue confirmada por un tribunal en Bucarest el 9 de enero, fue cancelada en apelación el 20 de febrero de 2007. 
Miron Cozma finalmente fue liberado de la prisión el 2 de diciembre de 2007, pero recibió una restricción de entrada en Petrosani o Bucarest. Después de dejar a Rahova, voló a Timisoara.